# Hugues Picard
Pour les articles homonymes, voir Picard (homonymie).
Henry (ou Henri) Hugues Picard, né le 17 mai 1841 à Voreppe (Isère), mort le 9 janvier 1900 à Paris 1er, est un peintre français.

## Biographie
À sa naissance, il est déclaré enfant naturel de Louise Picard, originaire de Paris, de passage à Voreppe.
Sa mère épouse en 1848 Henri Bertin dit Bertini (1798-1876), compositeur et pianiste français né à Londres, qui se retire à Meylan (Isère) et y décède. Selon plusieurs sources généalogiques, il serait le père biologique de Hugues Picard,,. Ce dernier séjourne plusieurs années à Meylan, et trois enfants y naissent, mais il conserve toute sa vie le nom de famille de sa mère,, qui y décède en 1869.
Il se marie en 1866 à Paris avec Berthe Nezel ; au nombre des témoins, on remarque « Auguste Lacaussade, âgé de quarante-neuf ans, bibliothécaire, chevalier de la légion d'Honneur »,.
Son acte de décès donne les principaux éléments de son état civil : « Henri Hugues Picard, âgé de cinquante-huit ans, artiste peintre, né à Voreppe (Isère), décédé en son domicile rue de Rivoli, 220, fils de Anne Louise Victorine Picard et de père non dénommé, marié à Berthe Nezel ».
Par sa mère, Hugues Picard est le petit-fils de l'acteur, dramaturge, romancier et directeur de troupe Louis-Benoît Picard (1769-1828), membre de l'Académie française.

## Formation
À l'issue de ses études au petit séminaire du Rondeau près de Grenoble, Hugues Picard reçoit des leçons de dessin des artistes dauphinois Diodore Rahoult et Félix Cottavoz. En 1870, il s'installe à Paris et poursuit sa formation auprès de Gustave Boulanger et de Jules Lefebvre. 

## Œuvre et expositions
En 1885, le vice-président de la Société des amis des arts le qualifie de peintre de genre et portraitiste.
Il expose au salon de Paris dès 1874, et y reste fidèle jusqu'à sa mort :
1874 : La leçon au couvent
1875 : La Leçon de chant
1877 : La fête du révérend père
1878 :
La prière pour tous
Le petit pont, souvenir du Limousin
1879 : 
Portrait de M. S.
Miserere mei
1880 :
Portrait de M. M.
Le solitaire
1882 :
L'heure de midi
L'aveugle
1883 :
Portrait de Mme P.
Un vagabond
1884 : Le repos du ménétrier
1885 :
Le mangeur de soupe
La lecture de la Bible (musée de Grenoble)
1886 :
Après le déjeuner
Portrait de M.
1887 :
Madame la baronne de C.
Le jeune faucheur
1888 :
Douleur
Tête de jeune fille
1889 : Le père Chessex (musée de Grenoble).
Hugues Picard expose encore aux salons de Paris de 1893, 1896 et 1899. 
Il a figuré à toutes les expositions de Grenoble.
Vers 1888, il va en Suisse, où il séjourne six années. À son retour à Paris, il ouvre un atelier qui sera fréquenté par de nombreux élèves.
Il a fait partie des artistes associés à l'Académie Julian.

## Collections publiques

### Musée de Grenoble
- Musée de Grenoble, « Hugues Picard : Le père Chessex », Huile sur bois (Domaine public - Inv. : MG 1254), sur www.navigart.fr (consulté le 6 novembre 2023)[13].
- Musée de Grenoble, « Hugues Picard : La lecture de la Bible », Huile sur toile (Domaine public - Inv. : MG 1259), sur www.navigart.fr (consulté le 6 novembre 2023).
- Musée de Grenoble, « Hugues Picard : Vieille dame », Huile sur bois (Domaine public - Inv. : MG 1448), sur www.navigart.fr (consulté le 6 novembre 2023).